# Loa phóng thanh

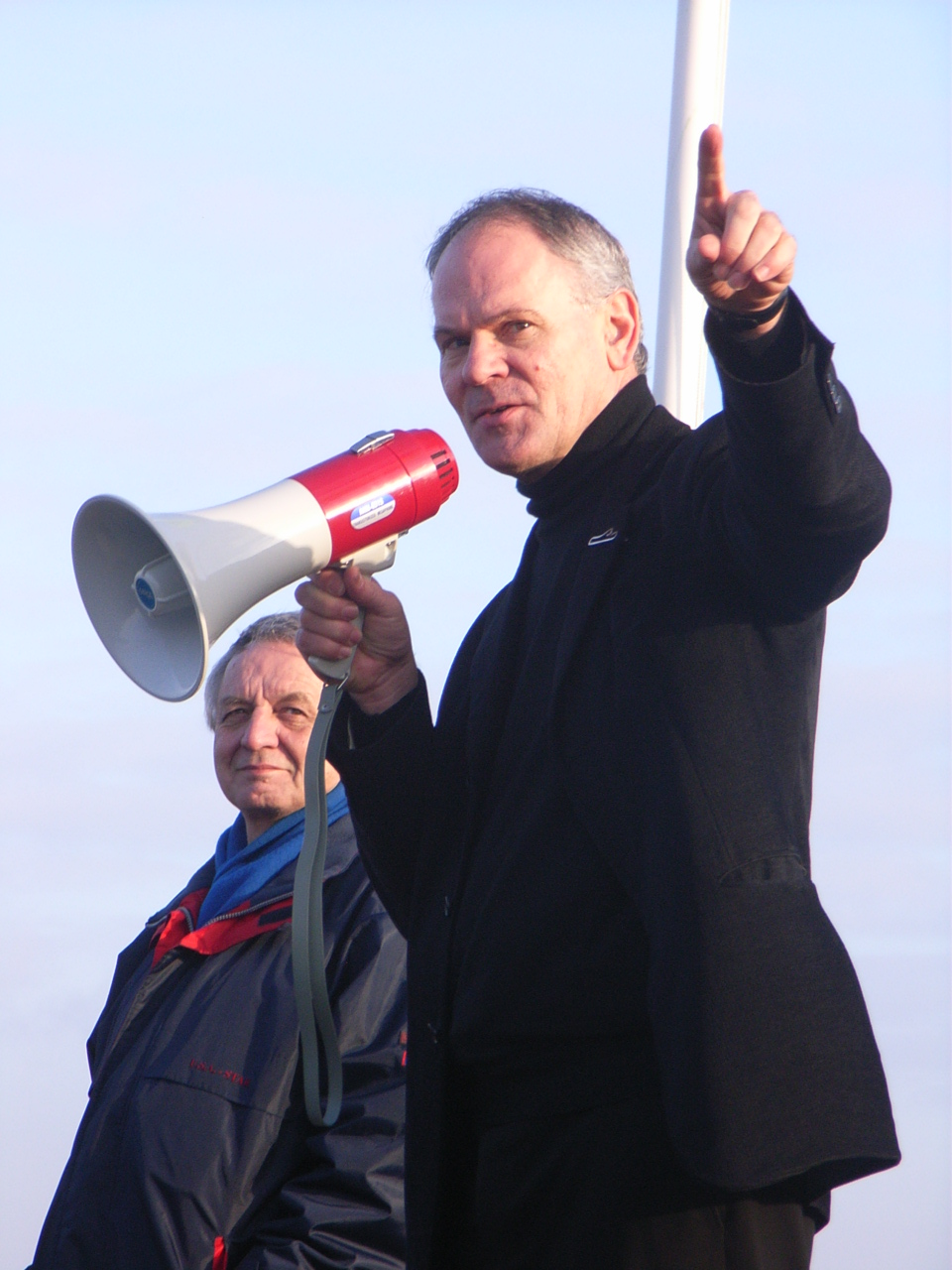
Một chính trị gia dùng loa phóng thanh để diễn thuyết

Loa phóng thanh là một loại thiết bị truyền thông thường được dùng để khuếch đại âm thanh của một diễn giả hướng về một công chúng nào đó.

## Thiết bị và hệ thống
Kết cấu hệ thống loa phóng thanh điện tử thường bao gồm một đài phát nhỏ gọn (chủ yếu với micro và ampli), dây truyền dẫn và các loa đặt tại các điểm muốn phát thanh. Một hệ thống loa phóng thanh điện tử khuếch đại âm thanh ở mức decibel cao hơn loa phóng thanh thông thường.

## Sử dụng
Đặc điểm chính của hệ thống này là rẻ tiền, dễ triển khai và có thể duy trì với một chi phí rất thấp. Trong chiến tranh, hệ thống này khá hữu dụng với các thông báo cho cộng đồng nhằm tránh thiệt hại.
Tại Việt Nam, loa phóng thanh được lắp đặt tại một số khu dân cư để phát các chương trình truyền thanh hay để phục vụ công tác cổ động hoặc thông tin cho dân cư trong một khu vực địa lý nhỏ.
Loa phóng thanh có 2 loại: loa treo tường và loa cầm tay

## Hình ảnh

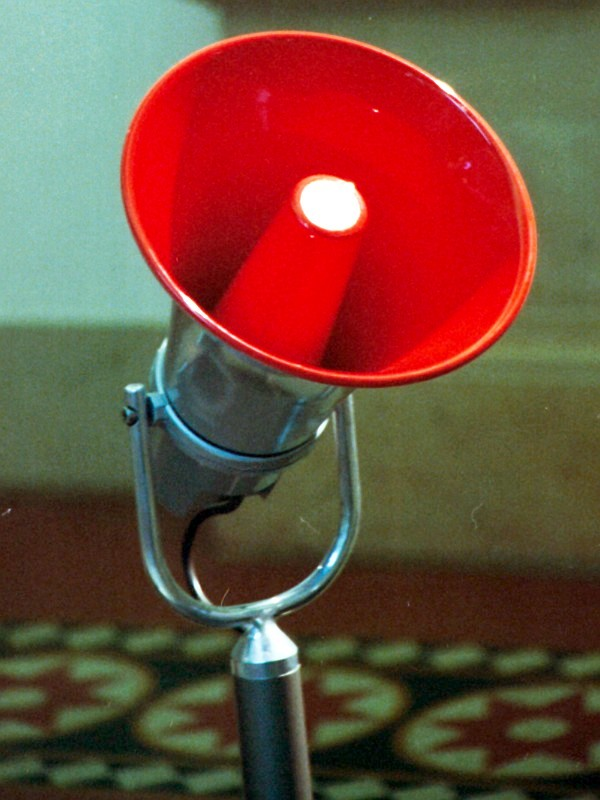
Loa phóng thanh điện tử ngày nay
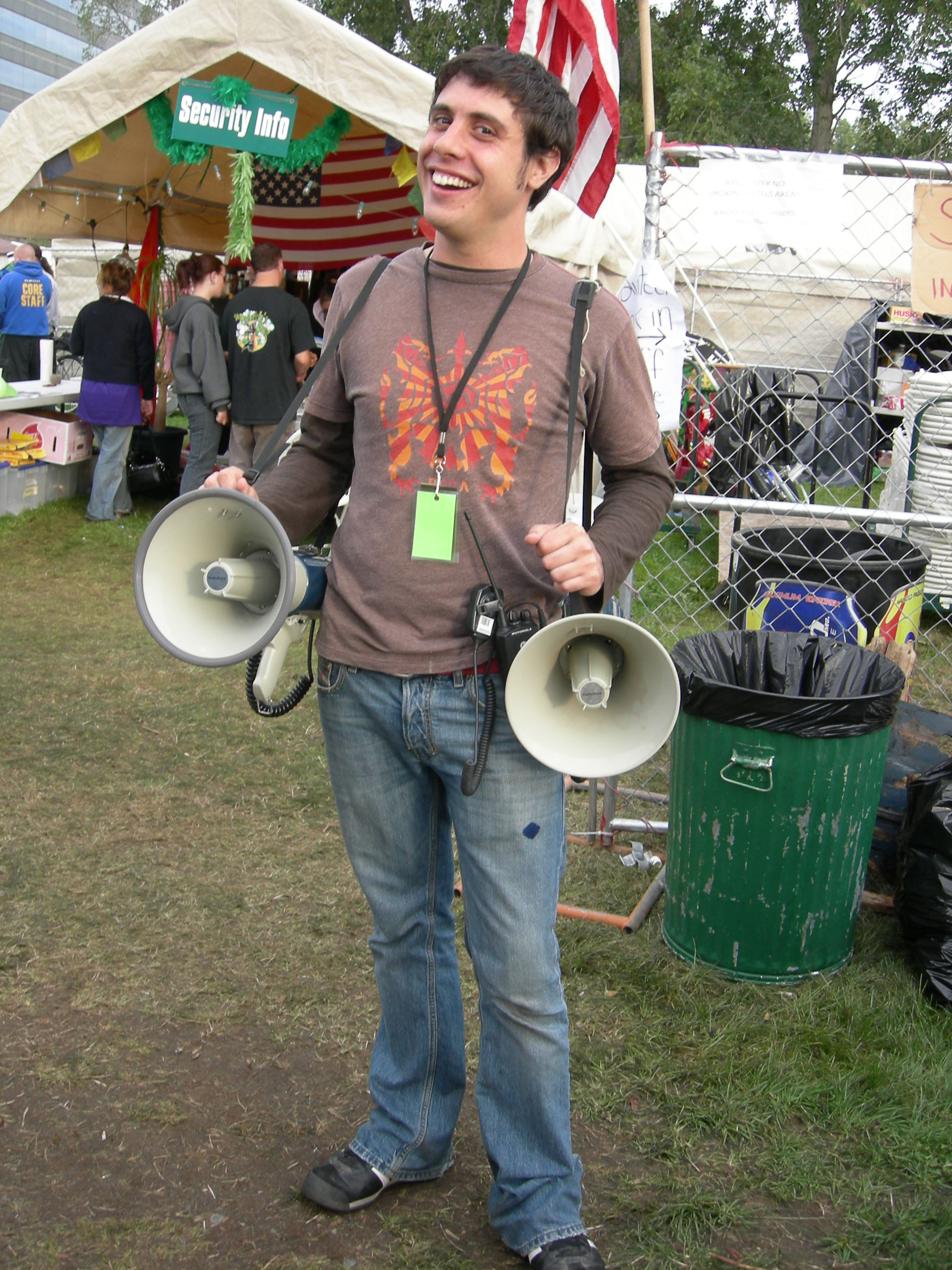
Sự cơ động của loa phóng thanh

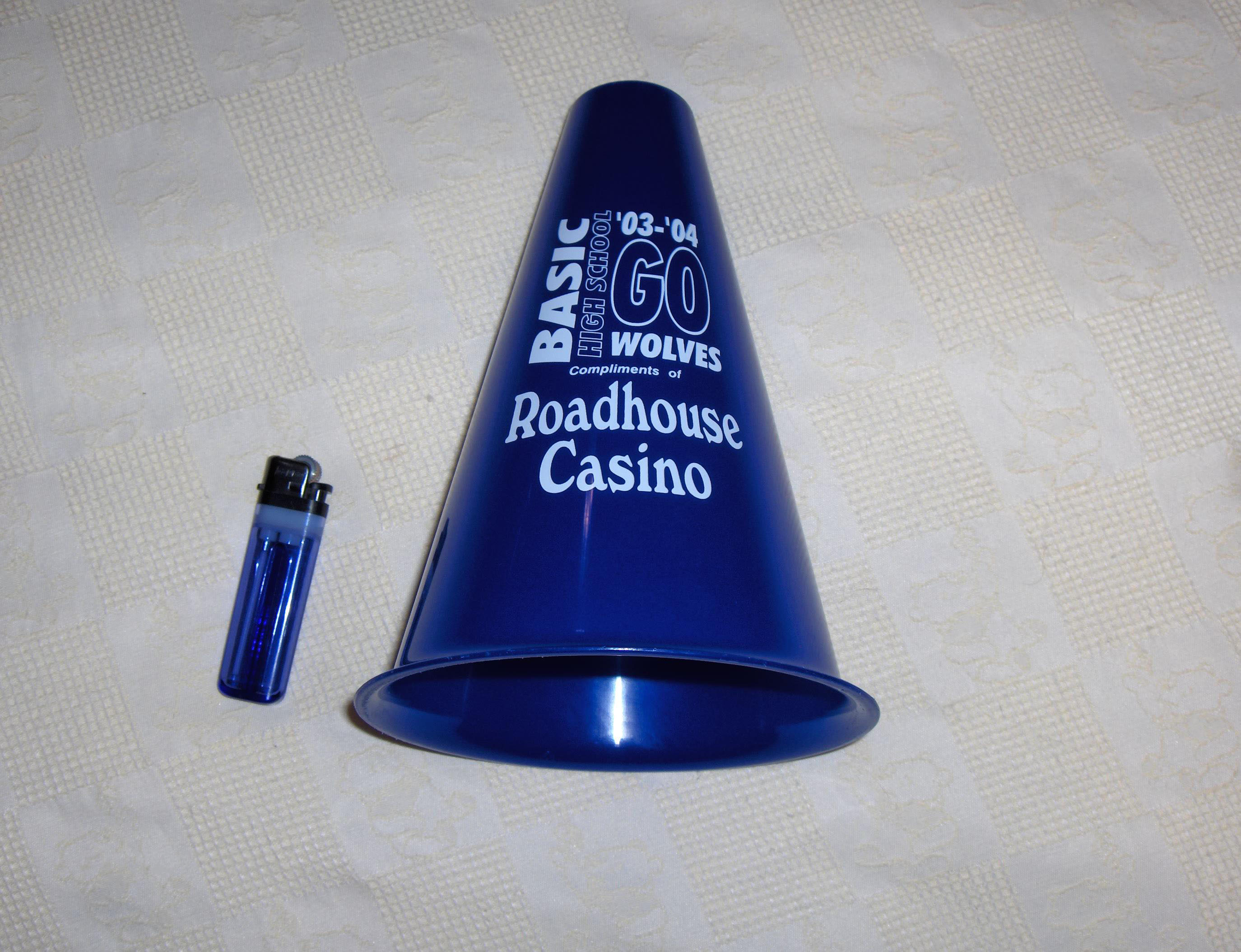
Loa phóng thanh nguyên thủy, bên cạnh một chiếc bật lửa
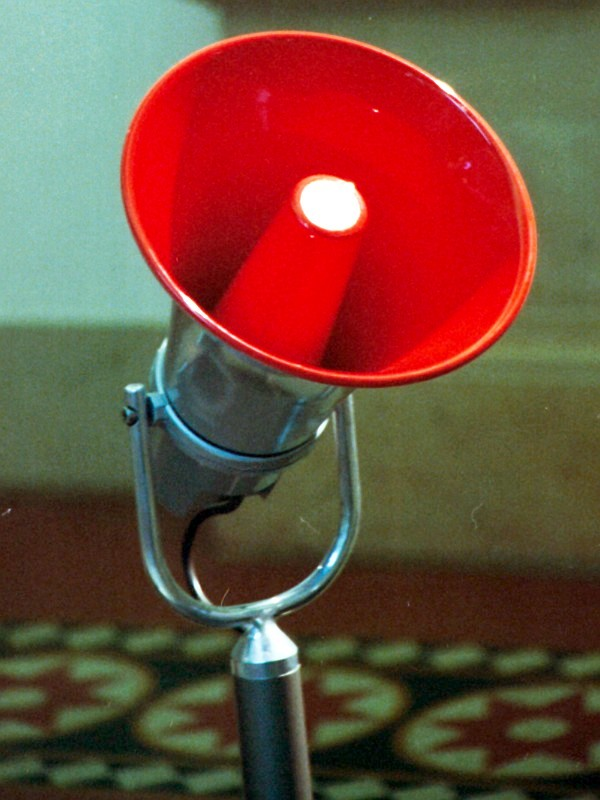
Loa phóng thanh điện tử ngày nay
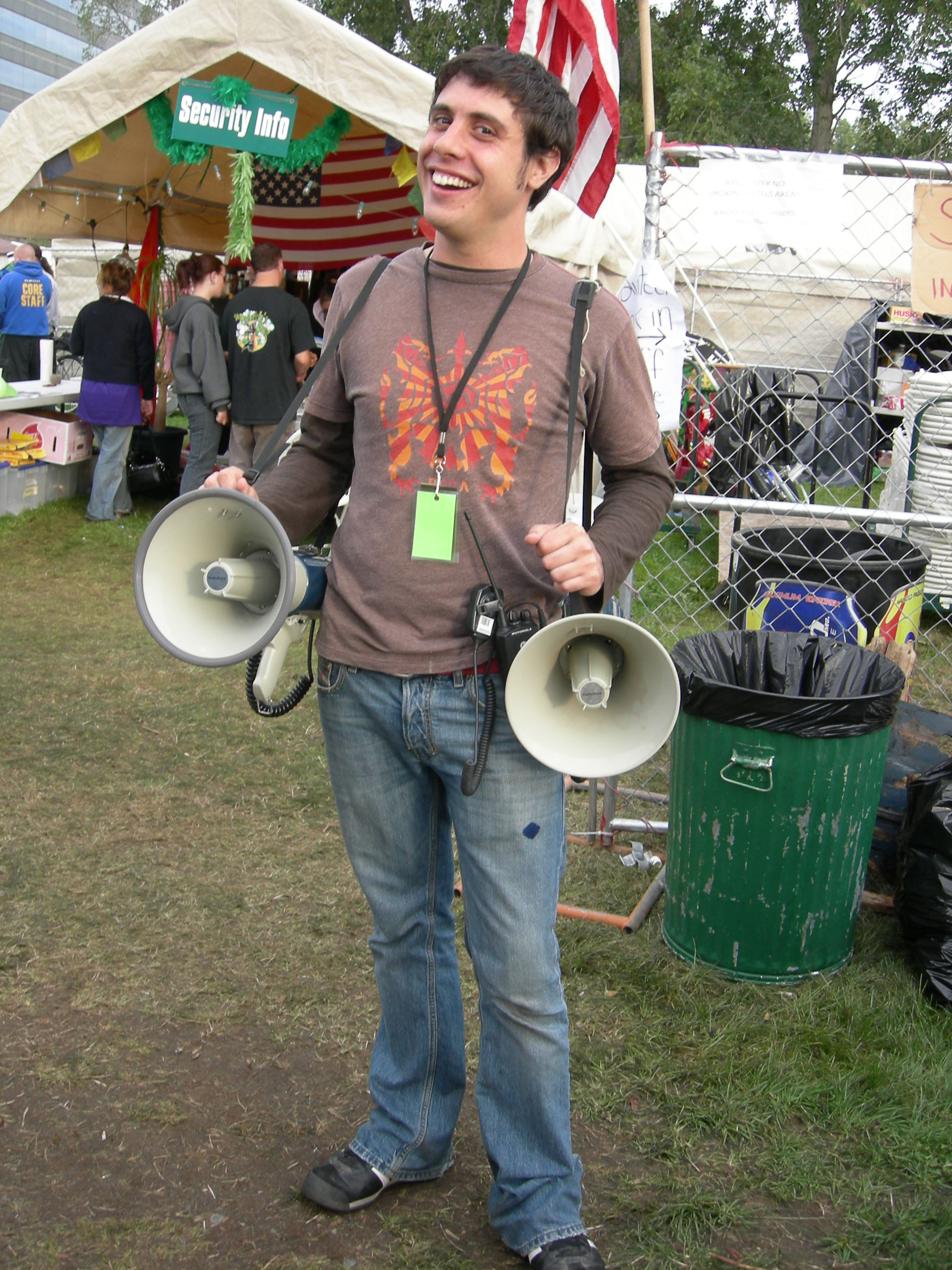
Sự cơ động của loa phóng thanh

## Lịch sử
Người đầu tiên phát minh ra chiếc kèn biết nói là một chủ đề gây tranh cãi trong lịch sử. Đã có tài liệu tham khảo về những người nói ở Hy Lạp cổ đại (Thế kỷ thứ 5 trước Công nguyên) đeo mặt nạ có hình nón nhô ra khỏi miệng để khuếch đại giọng nói của họ trong rạp hát. Các kiến trúc sư Hy Lạp cũng có thể đã sử dụng vật lý âm thanh một cách có ý thức trong thiết kế các nhà hát vòng tròn của họ.Vào khoảng năm 1675 đến 1682, cho thấy một thủ lĩnh người Mỹ bản địa tên là Iscouakité đang sử dụng một chiếc loa phóng thanh làm bằng vỏ cây bạch dương. Cả Samuel Morland và Athanasius Kircher đều được cho là đã phát minh ra loa phóng thanh vào khoảng thế kỷ 17. Morland, trong một tác phẩm xuất bản năm 1655, đã viết về cuộc thử nghiệm của ông với những chiếc sừng khác nhau. Cái loa lớn nhất của anh ấy bao gồm hơn 20 feet ống đồng và được cho là có thể phát ra giọng nói của một người trong khoảng cách một dặm rưỡi.
Hai mươi năm trước, Kircher đã mô tả một thiết bị có thể được sử dụng như một cái loa và để "nghe lỏm" những người nói bên ngoài ngôi nhà. Chiếc sừng cuộn của anh ta sẽ được gắn vào một bên của tòa nhà, với một đầu hẹp bên trong có thể nói vào hoặc nghe được, và miệng rộng nhô ra bức tường bên ngoài.
Morland ưa chuộng một thiết bị nói thẳng, hình ống. Mặt khác, sừng của Kircher sử dụng thiết kế "ốc tai", trong đó sừng được xoắn và cuộn lại để làm cho nó nhỏ gọn hơn.
Sau này, kèn giấy bồi có thiết kế đặc biệt là Sengerphone.
Ngoài ra, trong tàn tích của Tiwanaku là những viên đá xung quanh vị trí trung tâm với các lỗ hình dạng của một chiếc loa. Mục đích của chúng ngày nay vẫn chưa được biết, nhưng như các lính canh địa phương có thể chỉ ra, có thể khuếch đại giọng nói của con người đủ lớn để nghe thấy nó trên một khu vực rộng lớn. Một chiếc kèn biết nói cuối thế kỷ 19 được lính cứu hỏa sử dụng Thuật ngữ 'loa' lần đầu tiên được gắn với nhạc cụ của Thomas Edison 200 năm sau. Năm 1878, Edison đã phát triển một thiết bị tương tự như chiếc kèn biết nói với hy vọng mang lại lợi ích cho người khiếm thính và nghe kém. Biến thể của anh ấy bao gồm ba phễu riêng biệt được xếp thành một hàng. Hai cái phễu bên ngoài, dài 2,4m, được làm bằng giấy và nối với một ống được nhét vào mỗi bên tai. Phễu ở giữa tương tự như chiếc kèn biết nói của Morland, nhưng có một khe lớn hơn để người dùng nhét miệng vào.